# シホテアリニ山脈

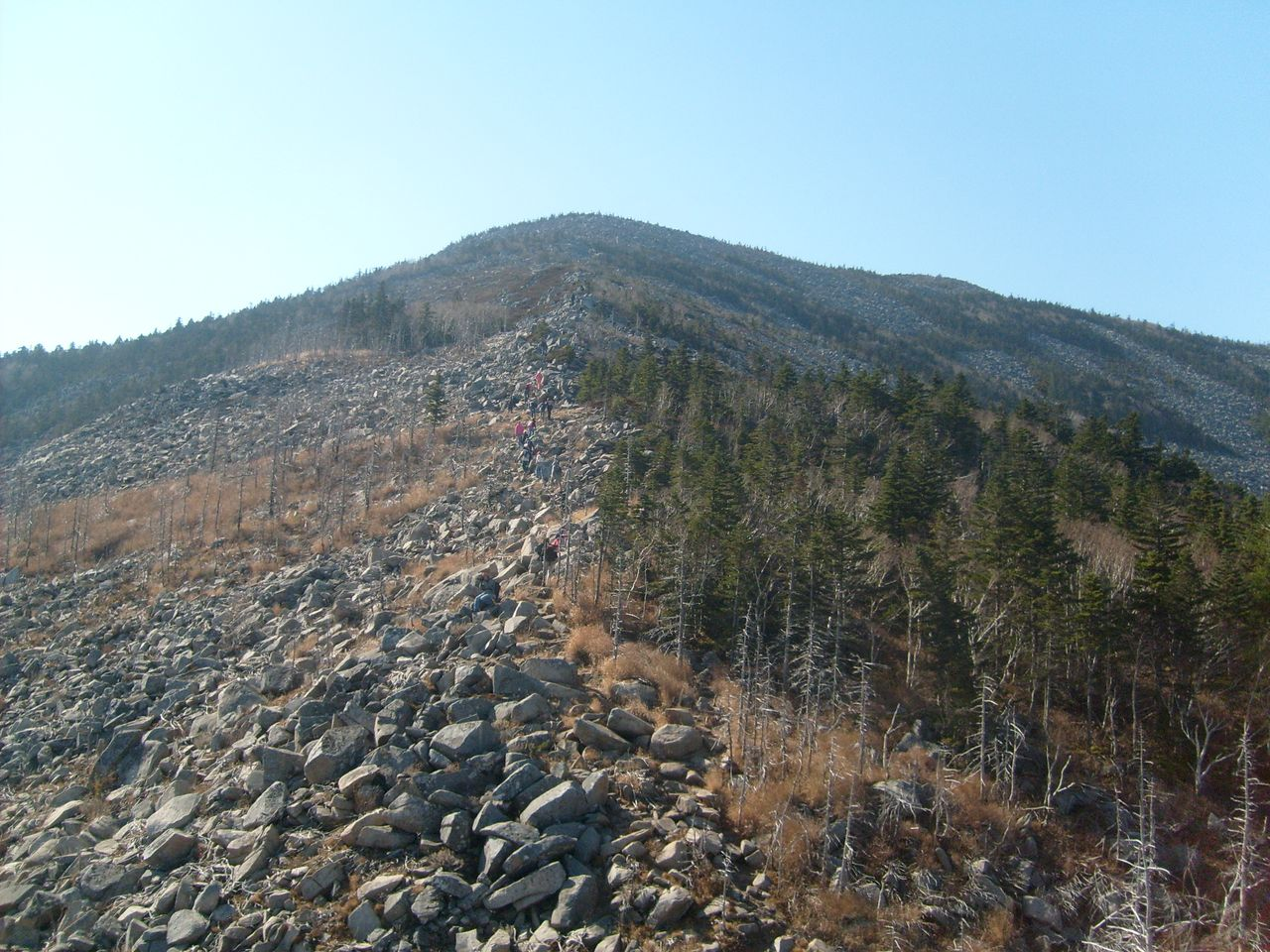
シホテアリニのピダン山（リヴァディスカヤ山）

シホテ・アリン（ロシア語: Сихотэ-Алинь, ラテン文字転写: Sikhote-Alin ロシア語発音: [sʲɪxɐˈtɛ ɐˈlʲinʲ]; 中国語: 锡霍特山脈）は、ロシア連邦・極東連邦管区の沿海地方からハバロフスク地方に位置し、ロシアの太平洋側の港・ウラジオストクの北東から日本海沿いに900キロメートルにかけて伸びる高い山脈である。この山脈がアムール川流域の中国やロシアに属する大平原を日本海から隔てている。代表的な高い山はアニク山（標高1,933メートル）やトルドキ・ヤニ山（標高2,090メートル）である。

## 民族

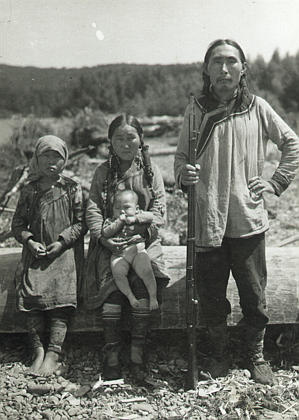
ウデヘ人の家族（20世紀初頭の写真）

この地はツングース系民族が多く活躍した土地だった。粛慎や靺鞨などの民族がウスリー川の東で活動していたことが中国の歴史書に記され、彼らツングース系民族の建てた国家・渤海の東端はこの山脈の西半分にまで達していた。ただし満洲の平原部に比べるとシホテアリニ山脈のツングース系民族は国家を建てたりせず、狩猟生活をして満洲族や漢民族、ロシア人と交易しながら暮らしていたようである。
1860年の北京条約まではシホテアリニ山脈は清領であり、内興安嶺山脈または錫赫特山脈（現代中国語では錫霍特山脈）と呼ばれていた。現在でもナナイ、ウデヘなどのツングース系民族が住むが、圧倒的多数はロシア人となっている。

## 自然

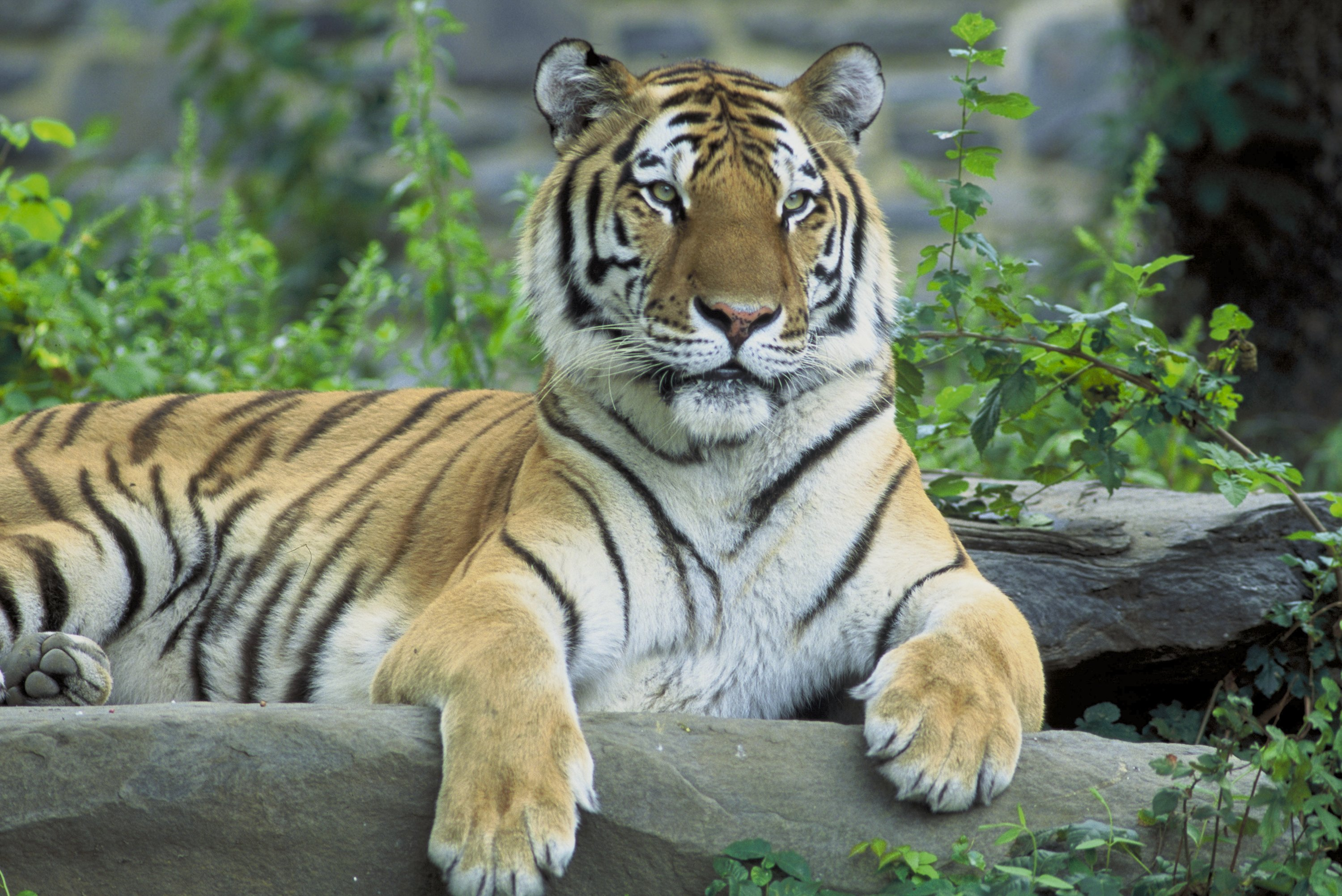
シホテアリニのアムールトラ

シホテアリニ山脈は世界中でももっとも豊かでもっともユニークな温帯林を含んでいる。厳寒の気候と人の立ち入らなかった歴史に守られて、タイガと亜熱帯の動植物の種族が交じり合った異色の温帯林が手付かずのまま残された。この山脈では固有の植物種が多く育ち、典型的な北方のタイガの動物であるトナカイやヒグマたちと、元来熱帯の動物であったアムールトラやアムールヒョウ、ツキノワグマなどが共存している。大シホテアリニ野生保護区とラゾ野生保護区はこれらの貴重な野生生物の保護のためにもうけられたものである。2001年、ユネスコは山脈の分水嶺から日本海にかけて広がるシホテアリニ山脈中央部の森林地帯を、「コウライアイサやシマフクロウ、アムールトラなど絶滅危惧種が生存している」という重要性を指摘したうえで、世界遺産のうちの自然遺産に登録した。

## 探検

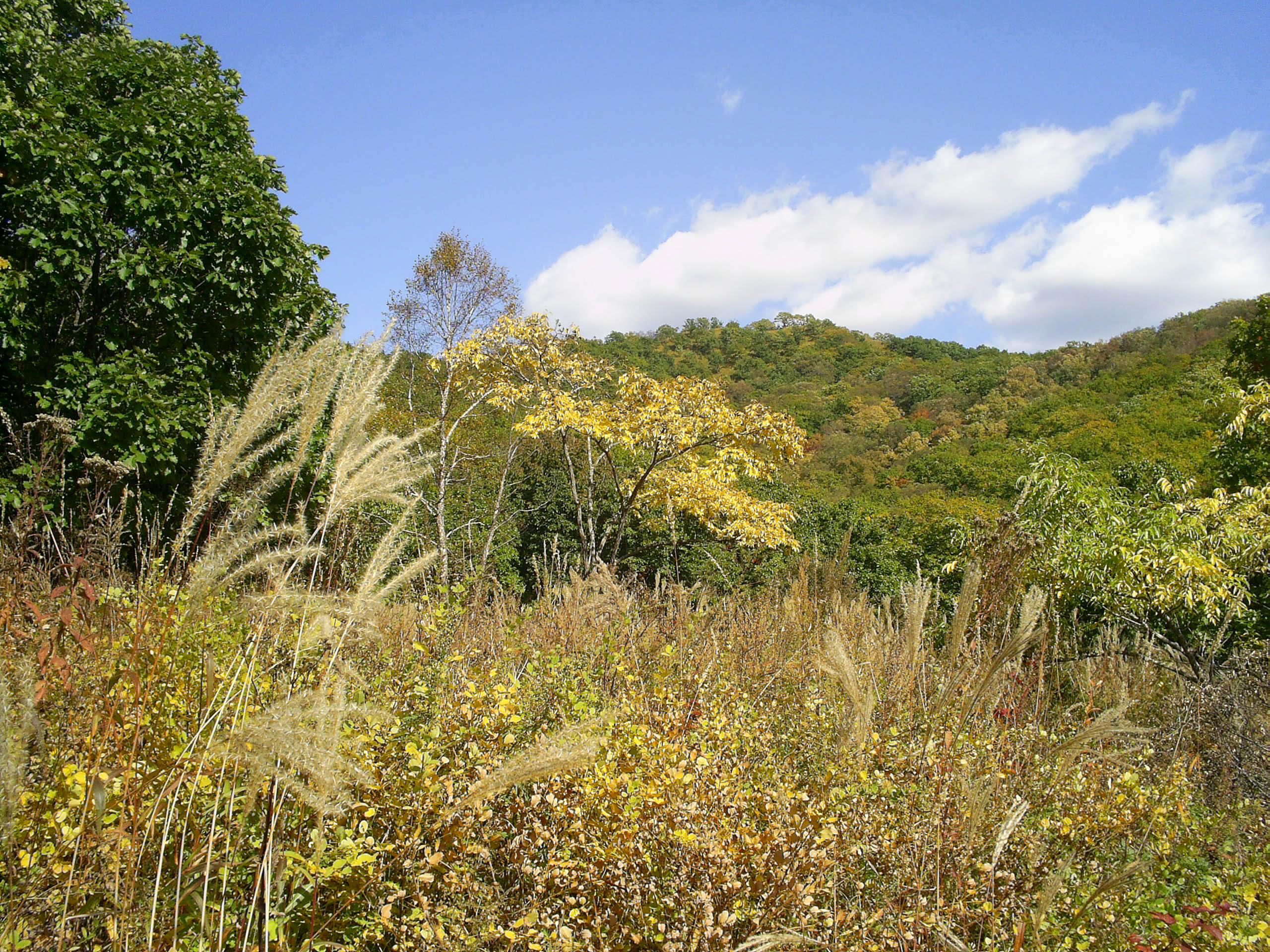
シホテアリニ山脈南部の秋の風景

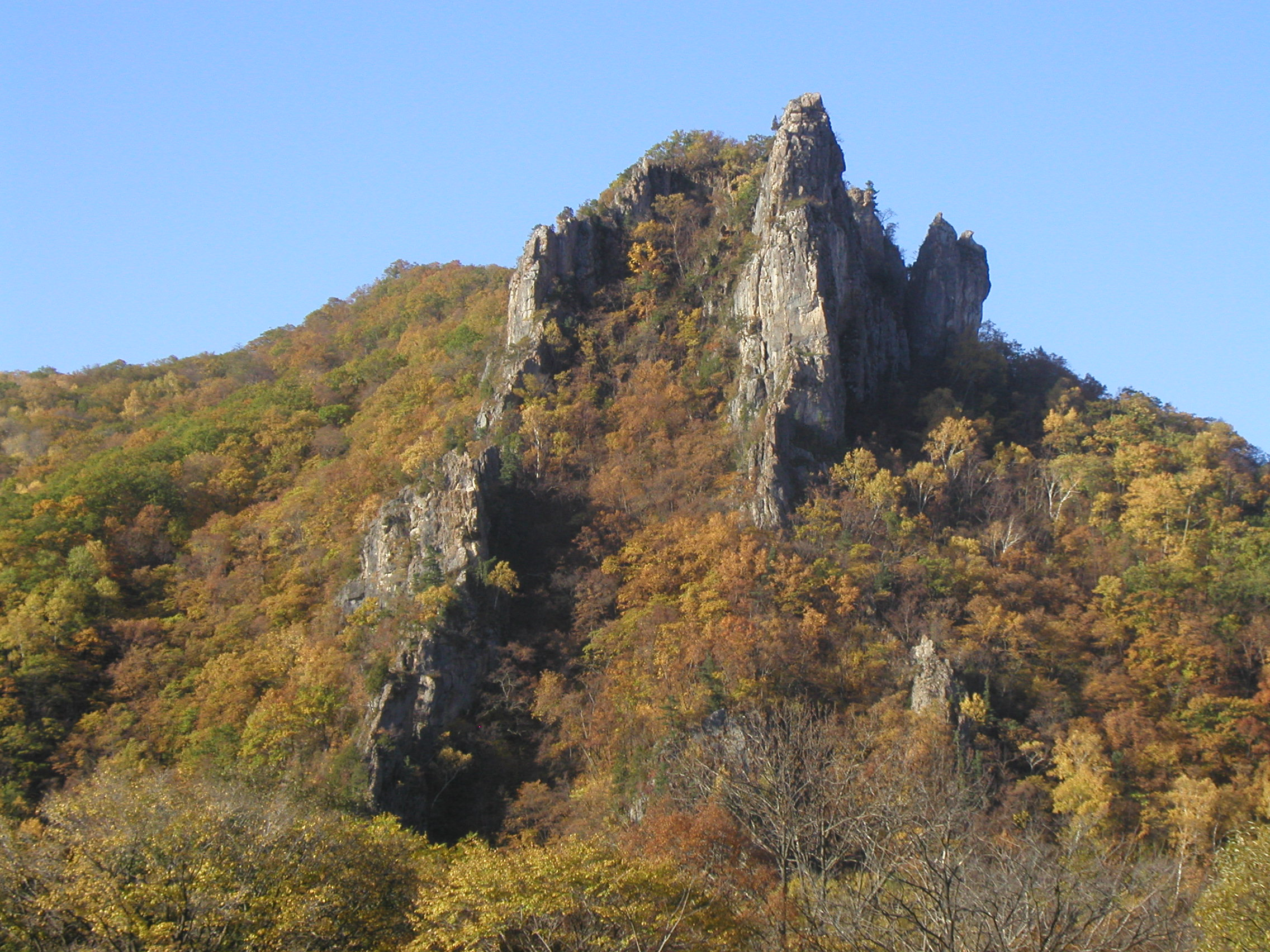
シホテアリニ山脈の岩山の秋

1900年代、シベリア鉄道全通に先立ち東清鉄道がウラジオストクに伸びた際、シホテアリニ山脈は金など鉱物資源を探す人々がロシア各地から殺到する一種のゴールドラッシュの状態を呈した。また、中国人や朝鮮人の農民が入植し原生林を切り払い、漢方薬の原料となる野生生物を狩り始めた。このような時、1910年代から1920年代にかけて、ウラディミール・アルセーニエフ（1872年～1930年）によって広範囲に調査され、その探検はいくつかの書物、『デルスウ・ウザーラ』（1923年、ロシア語: Дерсу Узала）などに描かれた（黒澤明が1975年に日ソ合作で監督した映画『デルス・ウザーラ』の原作である）。

## 隕石落下
シホテアリニ山脈で1947年に起こった小惑星の衝突がシホテアリニ隕石落下である。1947年2月12日朝10時半、シホテアリニ山脈の近隣の住人たちは太陽より明るい火の玉が北の青空に輝き、爆音が轟くのを聞いた。その光と音は半径300キロメートルにわたって目撃され、その後多くの火の玉が飛行機雲のような雲の航跡を無数に空に残して地上に降ってくるのを見た。
この火球は小惑星帯にあった900トン弱の小惑星が秒速14キロメートルで地球に衝突したものと見られ、地上に衝突する前に大気圏に突入して大爆発を起こして四散したとみられる。その爆発の中心地はウラジオストクの440キロメートル北東のシホテアリニ山脈山中にあるパセカ (Paseka) の村で、1.3平方キロメートルの楕円形の地域に無数の隕石片やクレーターができているのが発見された。最大のクレーターは直径26メートル、深さ6メートルだった。最大の隕石標本は300キログラムであった。